# Don Turner
Don Turner ist ein US-amerikanischer Box-Trainer, der mehr als 20 Schwergewichts-Boxweltmeister trainiert hat.

## Leben
In den 1960er-Jahren schlug sich Turner als Profiboxer, Taxifahrer und Kleinkrimineller in Harlem durch. Später startete er eine Karriere als Boxtrainer, in der er zu einem der "besten Boxtrainer der Welt" wurde. Er formte mehr als 20 Weltmeister, unter ihnen die Schwergewichts-Champions Evander Holyfield und Larry Holmes. Im Jahr 1996 wurde er zum "Boxtrainer des Jahres" gewählt, weil unter ihm als Trainer Holyfield über Mike Tyson siegte.
Turner lebt in der Stadt Arapahoe in North Carolina, wo er ein eigenes Box-Studio leitet.
In einem Interview in der Frankfurter Allgemeinen Sonntagszeitung übt er heftige Kritik am aktuellen Schwergewichts-Boxen, sowohl an den Trainern als auch an den Sportlern.